# 假杜鹃
假杜鹃（学名：Barleria cristata）为爵床科假杜鹃属的植物。分布于印度洋一些岛屿、台湾岛、中南半岛、印度以及中国大陆的贵州、广东、海南、云南、福建、四川、广西、西藏等地，生长于海拔700米至1,100米的地区，常生于山坡、路旁或疏林下阴处，目前尚未由人工引种栽培。

## 参考文献

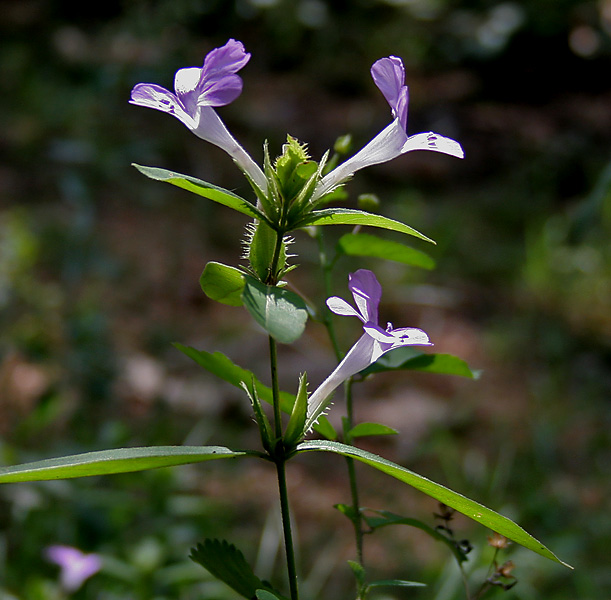
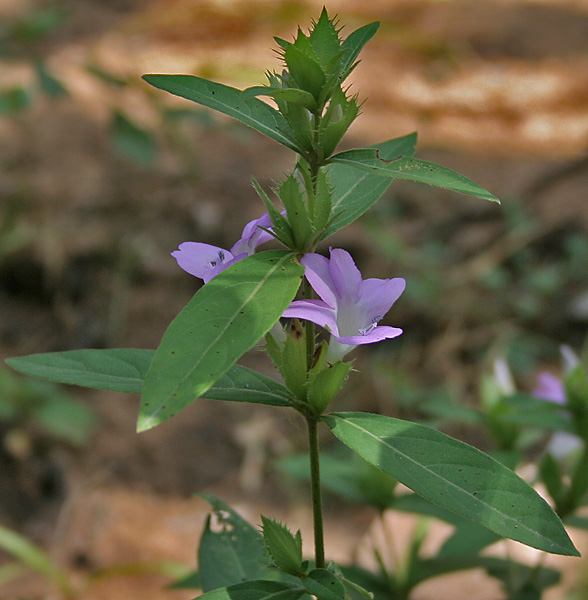
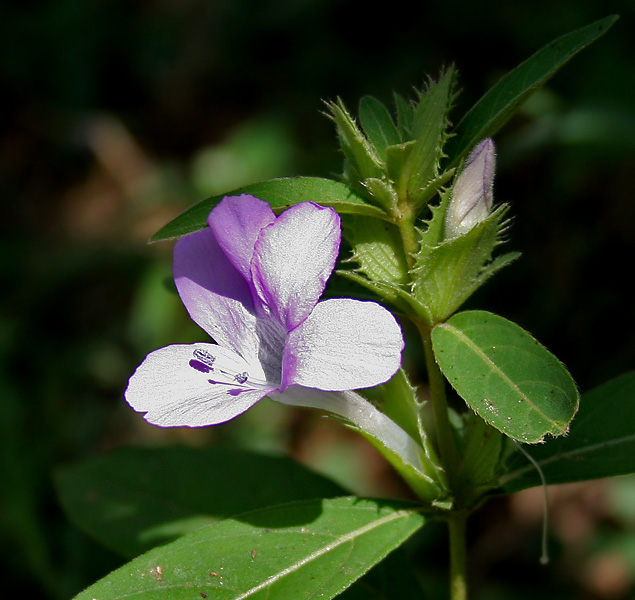
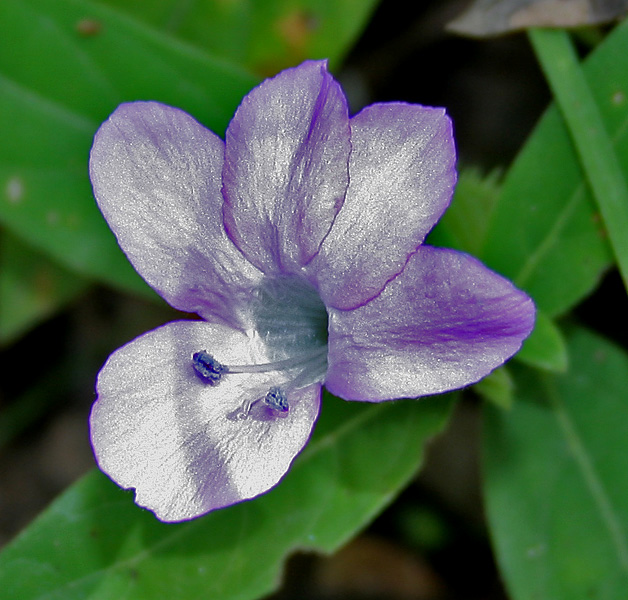
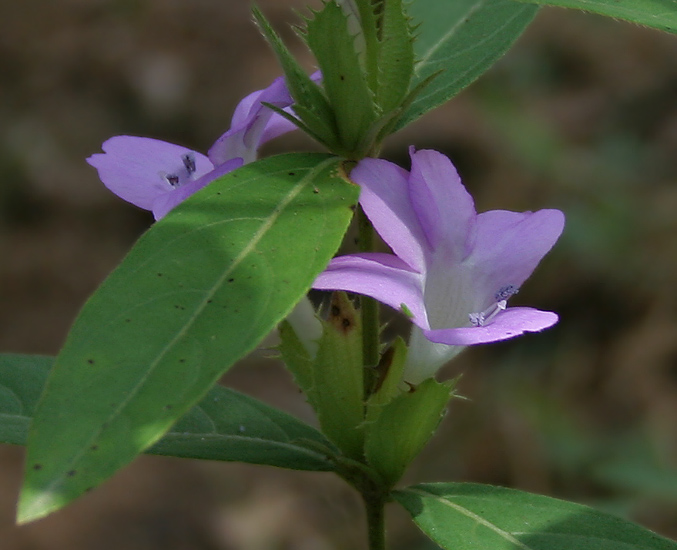